# Kumasi Cornerstone FC
El Kumasi Cornerstone Football Club és un club de futbol de la ciutat de Kumasi, Ghana.

## Palmarès
- Copa ghanesa de futbol: [5]
  - 1959, 1965, 1989